# Асоциирана държава
Асоциираната държава е второстепенен партньор във формална, свободна връзка между политическа територия със степен на държавност и (обикновено по-голяма) нация, за която не е приет никакъв специфичен термин, например протекторат. Подробностите за такава свободна асоциация се съдържат в Резолюция 1541 (XV) на Общото събрание на ООН (VI), Споразумение за свободна асоциация или Асоцииран държавен закон и са специфични за участващите страни. В случая с островите Кук и Ниуе подробностите за тяхното споразумение за свободна асоциация се съдържат в няколко документа, като например съответните им конституции, размяната на писма от 1983 г. между правителствата на Нова Зеландия и островите Кук, както и съвместната стогодишнина от 2001 г. Декларация. Свободните асоциирани държави могат да бъдат описани като независими или не, но свободната асоциация не е квалификация за държавност или статут на субект като предмет на международното право.
Неофициално тя може да се разглежда по-широко: от пост-колониална форма на амикална защита, или протекторат, до конфедерация на неравностойни членове, когато по-малката (ите) партньорка (и) делегира (т) на основния (често бившата колониална власт) някаква власт обикновено се задържа изключително от суверенна държава, обикновено в области като отбраната и външните отношения, като често се ползват с благоприятни икономически условия като достъп до пазара.
Според някои учени, форма на асоцииране, основаваща се на доброкачествена защита и делегиране на суверенитет, може да се разглежда като определяща черта на микродържавите .
Федерацията, вид правителство, при което поне една от подразделенията в иначе унитарна държава се ползва от автономия като подразделение в рамките на една федерация, е подобна на асоциирана държава, като такава подгрупа (и) има значителна независимост по вътрешни въпроси, с изключение на чуждестранни. делата и отбраната. И все пак, по отношение на международното право, е напълно различна ситуация, защото подразделенията не са независими международни организации и нямат потенциално право на независимост.

## Членки в официална асоциация
| Партньор          | Асоциирана със | Асоциирана от    |
| ----------------- | -------------- | ---------------- |
| Острови Кук       | Нова Зеландия  | 4 август 1965    |
| Маршалови острови | САЩ            | 21 октомври 1986 |
| Микронезия        | САЩ            | 3 ноември 1986   |
| Ниуе              | Нова Зеландия  | 19 октомври 1974 |
| Палау             | САЩ            | 1 октомври 1994  |

|  | Тази страница частично или изцяло представлява превод на страницата Associated state в Уикипедия на английски. Оригиналният текст, както и този превод, са защитени от Лиценза „Криейтив Комънс – Признание – Споделяне на споделеното“, а за съдържание, създадено преди юни 2009 година – от Лиценза за свободна документация на ГНУ. Прегледайте историята на редакциите на оригиналната страница, както и на преводната страница, за да видите списъка на съавторите. ВАЖНО: Този шаблон се отнася единствено до авторските права върху съдържанието на статията. Добавянето му не отменя изискването да се посочват конкретни източници на твърденията, които да бъдат благонадеждни. |